# Ninivske planote
Ninevske planote (starosirsko ܦܩܥܬܐ ܕܢܝܢܘܐ, latinizirano: Pqaʿtā ḏ-Nīnwē, sodobno sirsko ܕܫܬܐ ܕܢܝܢܘܐ, latinizirano: Daštā d-Ninwe; arabsko سهل نينوى, latinizirano: Sahl Naynawā; kurdsko ده‌شتا نه‌ینه‌وا, latinizirano: Deşta Neynewa) je geografska in zgodovinska regija v guvernatu Ninive v Iraku, severno in vzhodno od mesta Mosul. Za nadzor nad regijo se borijo iraške varnostne sile, varnostne sile KRG, asirske varnostne sile, Babilonska brigada in milica Šabak.
Planote imajo heterogeno prebivalstvo asirsko sirsko-aramejsko govorečih kristjanov, ki pripadajo različnim sirskim cerkvam (kaldejsko katoliško, sirsko pravoslavno in sirsko katoliško), Arabce, Kurde, Jezide, Šabake in Turkmene ter vključuje ruševine starodavnih asirskih mest in verska mesta, kot so Nimrud, Dur-Šarukin, samostan Mar Mattai, samostan Raban Hormizd in Nahumova grobnica.

## Geografija in prebivalstvo
Ninivske planote ležijo vzhodno, severovzhodno od mesta Mosul v iraškem guvernatu Ninive, poleg tega pa je med polsušnim podnebjem in sredozemskim podnebjem. Starodavno mesto Ninive je stalo tam, kjer je danes vzhodno obrobje Mosula, na bregu reke Tigris. Ninivske planote so edina regija v Iraku, kjer več prebivalcev sledi sirskemu krščanstvu. Preden je ISIS vdrl v Ninive, so Asirci predstavljali približno 40 % prebivalstva.
Ninivske planote niso le zgodovinska domovina asirskega ljudstva in lonček predarabske, predkurdske, predislamske mezopotamske civilizacije, ampak so tudi regija, kjer trenutno večino prebivalstva sestavljajo manjšine.
Pričevanje asirske aktivistke Reine Hanne iz ameriške komisije za mednarodno versko svobodo iz leta 2019 je trdilo, da je bila stopnja vrnitve Asircev v mesta, ki so jih varovale zaščitne enote Ninive, bistveno višja od tistih, ki so jih nadzorovale druge sile po koncu okupacije Islamske države. Asirsko mesto Bakhdida, ki ga varuje NPU, je na primer videlo vrnitev 70 % prvotnega asirskega prebivalstva mesta (približno 35.000 Asircev). V Teskopi, ki je pod nadzorom KRG Peshmerga, je stopnja vrnitve približno 20 % prvotnega asirskega prebivalstva. V Tel Kepeju, ki ga nadzoruje Brigada 50 PMF, je stopnja vrnitve prvotnega asirskega prebivalstva približno 7 %.

## Zgodovina
Srednjebronastodobno kraljestvo Andarig je bilo nekoč na severu. Peutingerjev zemljevid naseljenega sveta, ki so ga poznali rimski geografi, prikazuje Singaro zahodno od Trogoditov. Persi. (Trogoditi. Persi., 'perzijski trogloditi'), ki so naseljevali ozemlje okoli gore Sinjar. Srednjeveški Arabci so večino planote šteli za del province Diyār Rabīʿa, »bivališča plemena Rabīʿa«. Planota je bila kraj, kjer so Al Hvarizmi in drugi astronomi določili stopinjo med vladavino kalifa Al-Mamuna. Sinjar se je v 8. stoletju ponašal tudi z znamenito vzhodno stolnico.

### Napadi na kristjane
Po usklajenih napadih na Asirce v Iraku, ki so bili posebej poudarjeni v nedeljo 1. avgustom 2004, sočasnim bombnim napadom na šest cerkva (Bagdad in Mosul) in kasnejšim bombnim napadom na skoraj trideset drugih cerkva po vsej državi, je asirsko vodstvo, znotraj in zunaj, začelo ninivsko planoto smatrati za lokacijo, kjer je lahko varnost za kristjane mogoča. Šole so bile še posebej deležne velike pozornosti na tem območju in na kurdskih območjih, kjer živi koncentrirano asirsko prebivalstvo. Poleg tega so kmetijstvo in zdravstvene klinike prejele finančno pomoč asirske diaspore.
Ker so se napadi na kristjane povečali v Basri, Bagdadu, Ramadiju in manjših mestih, se je več družin obrnilo proti severu k razširjenim družinskim posestim na Ninivski planoti. To zatočišče je še vedno premalo financirano in mu primanjkuje infrastrukture za pomoč vedno večjemu številu notranje razseljenih oseb.
Februarja 2010 so napadi na Asirce v Mosulu prisilili 4300 Asircev, da so pobegnili na Ninivsko planoto, kjer je večinsko asirsko prebivalstvo. Od leta 2012 je zaradi tamkajšnje državljanske vojne začela prejemati tudi Asirce iz Sirije.
Avgusta 2014 je Islamska država Iraka in Levanta med ofenzivo v severnem Iraku leta 2014 pregnala skoraj vse nesunitske prebivalce južnih območij planote.

### Ustanovitev avtonomne pokrajine
Mesta in vasi, naseljena z Asirci, na Ninivski planoti tvorijo koncentracijo tistih, ki pripadajo sirskim krščanskim tradicijam, in ker je to območje starodavni dom Asirskega cesarstva, skozi katerega ljudje sledijo svoji kulturni dediščini, je planota območje, na katerem prizadevanje za oblikovanje in je postalo koncentrirano. Nekateri politiki v Iraku in zunaj njega so pozivali k ustanovitvi avtonomne regije za Asirce na tem območju.
V prehodnem upravnem zakonu, sprejetem marca 2004 v Bagdadu, niso bile samo določbe za ohranjanje asirske kulture prek izobraževanja in medijev, ampak je bila sprejeta tudi določba o upravni enoti. 125. člen iraške ustave navaja, da: »Ta ustava zagotavlja upravne, politične, kulturne in izobraževalne pravice različnih narodnosti, kot so Turkomeni, Kaldejci, Asirci in vsi drugi sestavni deli, in to ureja zakon«. Ker so mesta in vasi na  Ninivski planoti koncentracija tistih, ki pripadajo sirskim krščanskim tradicijam, in ker je to območje starodavna domovina asirskega cesarstva, skozi katero ti ljudje sledijo svoji kulturni dediščini, je območje, na katerem so se osredotočila prizadevanja za oblikovanje avtonomne asirske entitete. Isti člen je bil uporabljen za razglasitev avtonomne province za ljudstvo Jezidi.
21. januarja 2014 je iraška vlada razglasila, da bodo Ninivske planote postale nov guvernat, ki bo služil kot varno zatočišče za Asirce.
Po osvoboditvi Ninivskega planote izpod ISIS-a med letoma 2016/17 so vse asirske politične stranke pozvale Evropsko unijo in Varnostni svet ZN k ustanovitvi asirske samoupravnega guvernata v Ninivski planotii.
Med 28. in 30. junijem 2017 je v Bruslju potekala konferenca z naslovom Prihodnost za kristjane v Iraku. Konferenco je organizirala Evropska ljudska stranka, udeleženci pa so bili iz asirskih/kaldejskih/sirijskih organizacij, vključno s predstavniki zvezne iraške vlade in regije Kurdistan. Konferenco so bojkotirale Asirsko demokratično gibanje, Sinovi Mezopotamije, Asirska domoljubna stranka, Kaldejska katoliška cerkev in Asirska cerkev vzhoda. Dokument o stališču so podpisale preostale vpletene politične organizacije.

## Gospodarstvo
Zdi se, da Ninivska planota pod svojimi bogatimi kmetijskimi zemljišči skriva razširitev naftnih polj, ki jih je leta 2006 izkopala regija Kurdistan v neposredni pogodbi s tujimi podjetji za raziskovanje nafte. Verjame se, da lahko ta dodatna spodbuda za absorpcijo regije s strani KRG povzroči gospodarski konflikt s sunitskimi arabskimi plemeni v sami regiji Mosul. Asirci trdijo, da bi brez avtonomne uprave Ninivske planote avtohtona asirska prisotnost v njihovi starodavni domovini lahko izginila. V Ninivah je nekaj zalog nafte.
Večina prebivalcev se že od antičnih časov ukvarja s suhim poljedelstvom in se zanaša na rodovitne ravnice na jugu, kjer gojijo kmetijske proizvode, kot so žito, pšenica, fižol in poleti blago, kot sta melona in kumare. Kmetje so pri kmetovanju več stoletij sledili starim netehnološkim metodam, njihova eksistenca pa je bila vedno ogrožena zaradi izdaje narave v sušnih razmerah ali epidemijah rastlin, kot je kobilica. Poleg kmetijskih zemljišč se v vinogradih pojavlja tudi drugo poljedelstvo. Vinske trte se razprostirajo po vseh vaseh in dajejo različne vrste grozdja, med katerimi je tudi črno grozdje, ki je dobro znano v severnem Iraku.
Danes obstajajo sodobni kmetijski stroji, kot so traktorji, žetveni stroji (žetveni stroji), skupaj z novimi metodami zdravljenja in zdravljenja rastlinskih epidemij. Vendar je namakanje na tem območju še vedno problem, kmetijstvo pa je še vedno odvisno od padavin. Trenutno je ducat farm zdaj v lasti vlade in so pooblaščeni za uporabo svojih lastnikov, saj je bila večina zavzetih med nadzorom Sadama Huseina. Asirska naselbina Alkoš je bila pomembno trgovsko središče za različne kurdske, jezidske in arabske vasi v regiji in je v njej velika tržnica, ki je prejemala kmetijske in živalske proizvode iz vse regije.